# Насардинов, Гафар Назарович
Гафар Назарович Насарди́нов (1923—1994) — советский офицер-пехотинец в Великой Отечественной войне, Герой Советского Союза (27.06.1945). Полковник. 

## Биография
Гафар Насардинов родился 26 февраля 1923 года в посёлке Исилькуль. Окончил десять классов школы в Исилькуле в 1940 году, поступил на первый курс Омского автодорожного института, но вскоре был вынужден вернуться в семью в связи с тяжелой болезнью отца. С января 1941 года работал учителем на родине. 
В январе 1942 года Насардинов был призван на службу в Рабоче-крестьянскую Красную Армию. В том же году ускоренным курсом окончил Новосибирское пехотное училище. С августа 1942 года — на фронтах Великой Отечественной войны. Участвовал в Сталинградской битве, командуя взводом в 66-й армии. В боях в феврале 1943 года был тяжело ранен. На фронт вернулся только в декабре 1943 года.
К началу 1945 года гвардии старший лейтенант Гафар Насардинов командовал ротой 294-го гвардейского стрелкового полка 97-й гвардейской стрелковой дивизии 32-го гвардейского стрелкового корпуса 5-й гвардейской армии 1-го Украинского фронта. Отличился во время освобождения Польши. Прорвав немецкую оборону с Сандомирского плацдарма, рота Насардинова с боями прошла более 200 километров, выйдя к Одеру. В ночь с 25 на 26 января 1945 года он успешно переправилась через реку и захватила плацдарм на её западном берегу. В том бою рота Насардинова отразила две немецких контратаки, а затем приняла активное участие в освобождении ряда населённых пунктов. 25-26 января 1945 года рота Насардинова уничтожила более 50 солдат и офицеров противника, ещё 25 взяла в плен, захватила 10 пулемётов, 5 складов, 12 вагонов, 6 грузовиков, 8 речных пароходов с баржами.
Указом Президиума Верховного Совета СССР от 27 июня 1945 года за «мужество и героизм, проявленные на фронте борьбы с немецкими захватчиками» гвардии старший лейтенант Гафар Насардинов был удостоен высокого звания Героя Советского Союза с вручением ордена Ленина и медали «Золотая Звезда» за номером 7817.
После окончания войны Насардинов продолжил службу в Советской Армии. В 1954 году он окончил Военную академию бронетанковых войск имени И. В. Сталина. В 1978 году полковник Насардинов уволен в запас. 
Проживал в Минске. Работал начальником военной кафедры Белорусского государственного университета, начальником штаба гражданской обороны на минской фабрике «Луч». Скончался 4 апреля 1994 года, похоронен на Северном кладбище Минска.
На здании Новорождественской сельской школы открыта мемориальная доска в память Героя Советского Союза Насардинова Г. Н.
Был также награждён орденами Отечественной войны 1-й и 2-й степеней, орденом «За службу Родине в Вооружённых Силах СССР» 3-й степени, рядом медалей.